# Simon Coleman
Production
Diffusion
Simon Coleman est une série télévisée franco-belge créée par Alexandra Echkenazi et Thomas Perrier, et dont l'épisode pilote, réalisé par Nicolas Copin, a été diffusé pour la première fois en Belgique le 5 mai 2022 sur La Une et en France le 15 juin 2022 sur France 2.
Cette comédie policière est une coproduction d'Épisode Productions (groupe JLA), France Télévisions, Be-FILMS et la RTBF (télévision belge),,,,, réalisée avec la participation de la Radio télévision suisse (RTS).

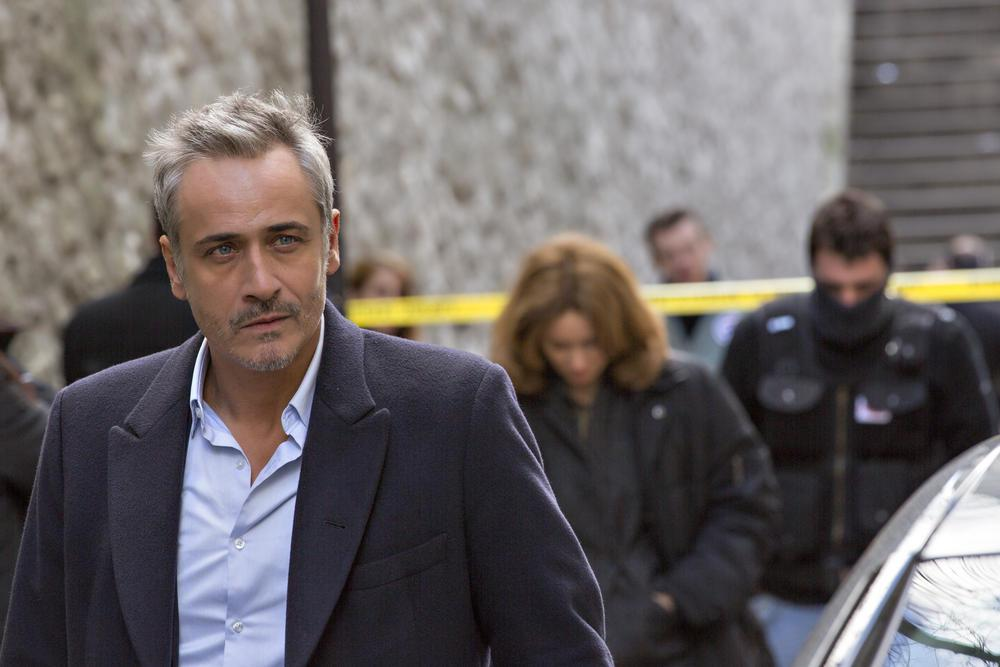
Jean-Michel Tinivelli.

## Synopsis
Le capitaine Simon Coleman, policier parisien de renom, quitte Paris pour Aix-en-Provence.
L'arrivée d'une pointure, spécialisée dans les infiltrations, suscite la méfiance de sa nouvelle collègue, la capitaine Audrey Castillon, qui suspecte une sanction ou une dépression. Mais, un jour, celle-ci découvre que le flic parisien a demandé lui-même sa mutation dans le Sud de la France pour prendre en charge les trois enfants de sa sœur, décédée dans un accident de voiture avec son mari.

## Distribution principale

### Simon Coleman et sa famille
- Jean-Michel Tinivelli : capitaine Simon Coleman
- Lilie Sussfeld : Violette Arnaud
- Romane Libert : Clara Arnaud
- Noam Kourdourli : Sam Arnaud
- Diane Robert : Victoria, la tante des enfants
- Vanessa Guedj : Corinne, la voisine qui garde les enfants

### Police
- Alika Del Sol : commissaire Gaëlle Leclerc
- Raphaëlle Agogué : capitaine Audrey Castillon (épisode pilote)
- Flavie Péan : Chloé Becker (depuis Dernière danse)
- Ted Etienne : lieutenant Cyril Langlois, spécialiste informatique
- Lani Sogoyou : Inès Laurcie, médecin légiste
- Olivier Cabassut : commissaire Bardy, ancien chef de Simon Coleman à Paris

## Production

### Genèse et développement
Avant même la fin, en février 2022, de la série Alice Nevers : Le juge est une femme, dans laquelle il a interprété durant quinze ans le personnage du commandant Frédéric Marquand, Jean-Michel Tinivelli entame en novembre 2021 le tournage du pilote Simon Coleman, une rapidité qui a désarçonné l'acteur de 55 ans lui-même : « Ce projet m'est tombé dessus tellement vite que, pour ne pas complètement enterrer mon rôle d'Alice Nevers et l'emmener avec moi dans cette nouvelle aventure, j'ai fait garder à mon nouveau personnage le même manteau ! »,. Il confie à Gala : « J'ai abordé cette nouvelle aventure de façon très généreuse et optimiste. C'est arrivé assez rapidement. J'ai le même manteau que celui de Marquand. C'est une façon de ne pas enterrer mon ancien personnage et de l'emmener avec moi. Au départ, je ne voulais pas en mettre un puis je me suis dit que c'était un bel hommage pour mon précédent personnage. Je suis content de jouer ce flic drôle et différent entouré de tous ces enfants. C'est une sorte de tonton poulet, un célibataire endurci qui va se retrouver avec des mômes »,.
Le pilote pourrait s'inscrire assez vite dans un format de série car, comme le souligne Anne Holmes, directrice de la fiction de France Télévisions « les séries restant des rendez-vous privilégiés des téléspectateurs, il est important pour nous de continuer à créer des moments de ce genre ». On notera à ce sujet que la société de production Be-Films titre Simon Coleman - Épisode 1. Mais, pour l'heure, aucune indication n'a été communiquée sur le nombre d'épisodes commandé par la chaîne publique.
Le scénario est l'œuvre d'Alexandra Echkenazi et Thomas Perrier.
Le 21 septembre 2022, JLA Groupe, maison mère de la société de production, annonce que deux nouveaux épisodes seront tournés au début de l'année 2023, Simon Coleman devenant ainsi une série.

### Attribution des rôles
Raphaëlle Agogué interprète le rôle de la capitaine Audrey Castillon, partenaire de Simon Coleman dans l'épisode pilote, mais elle quitte la série dès le deuxième épisode à cause de ses nombreux projets : elle est alors remplacée par Flavie Péan, qui interprète la capitaine Chloé Becker.

### Tournage
Le tournage de l'épisode pilote de la série se déroule du 29 novembre au 24 décembre 2021, à Aix-en-Provence et dans sa région,,, ainsi qu'à Marseille, notamment dans une maison familiale des années 1930 située dans le quartier de la Pointe-Rouge,.
Le tournage des deuxième et troisième épisodes se déroule à Marseille et à Aix-en-Provence, du 9 janvier au 6 février 2023 et du 3 avril au 2 mai 2023,,.

### Fiche technique
- Titre français : Simon Coleman
- Genre : Comédie policière[13],[18]
- Production : Richard Berkowitz, Olivier Guedj, Romain Sussfeld
- Sociétés de production : Épisode Productions (groupe JLA), France Télévisions, Be-FILMS et RTBF (télévision belge)[1],[2],[3], avec la participation de la Radio télévision suisse (RTS)
- Réalisation : Nicolas Copin[1],[4],[14],[18],[10],[19], Sandra Perrin (épisodes 4 et 5)[20]
- Création et scénarios : Alexandra Echkenazi et Thomas Perrier[10],[18],[21],[22]
- Musique : Fabien Nataf[10],[18]
- Décors : Frank Pompier
- Costumes : Stephan Rollot
- Photographie : Alain Trompette[14]
- Son : Jean-Michel Tresallet
- Montage : Jean-Luc Thomas
- Maquillage : Marie-Pierre Perez
- Pays de production :  France /  Belgique
- Langue originale : français[4]
- Format : couleur
- Durée : 90 minutes[1],[2],[4]
- Dates de première diffusion :
  - Belgique : 5 mai 2022 sur La Une[3],[7]
  - France : 15 juin 2022 sur France 2[19],[21],[22]

## Épisodes

### Saison 1

#### Simon Coleman(épisode pilote)
- Bruce Tessore : Maxime Tellmans, actionnaire principal de la start-up Windy
- Élodie Varlet : Floriane Tellmans
- Jeremy Banster : Quentin Zeller, deuxième actionnaire de Windy
- Charlie Joirkin : Sophie Madrier, commerciale de Windy
- Mathieu Lestrade : Xavier Lacroix, frère de Sophie Madrier

#### Dernière danse
- Aurore Delplace : Jade Samson, professeure de salsa[23]
- Sandrine Quétier : Noémie Lefèvre, directrice de l'académie de danse
- Thierry Picaut : Rayan Lounis, danseur et mari de Noémie Lefèvre
- Vanessa Liautey : Vanessa Carrel, danseuse de salsa
- Sam Chemoul : Anthony, élève de Vanessa
- Caroline Le Moing : Julia Crépeau, la prof de math de Violette
- Adrien Malvoisin : Luc Carrel, danseur de salsa, mari de Vanessa

#### Le saut de l'ange
- Joyce Bibring : Candice Prevelt, parachutiste
- Selma Kouchy : Nora, parachutiste
- Sören Prévost : Nicolas Lemahieux, le patron de la concession automobile
- Jérémie Poppe : Mathieu Fournier, le mari de la victime
- Laurent Gamelon : Vincent, le pilote et patron du club d'aéronautique

### Saison 2

#### Balle perdue
Lors d'un partie de paintball, le DRH d'une boîte de cosmétiques est tué d'une fléchette empoisonnée à l'aconit tue-loup.
- Juliette Tresanini : Séverine Chabriac, PDG de la société Plantes Lab et Formes
- Grégory Questel : Denis Chabriac, directeur financier
- Hélène Péquin : Juliette Robert, comptable
- Fanny Guidecoq : Caroline Lacroix, responsable de laboratoire
- Julien Masdoua : Jérémy Lacroix, propriétaire du club de paintball

#### Confiserie amère
Hugo Montclar, le jeune pâtissier vedette des « Calissons de Garance », la plus grande pâtisserie d'Aix-en-provence, est agressé et enlevé durant la diffusion d'un cours de cuisine en ligne : ses followers assistent à l'enlèvement en direct.
- Rebecca Hampton : Stéphanie Poncelle, patronne de la pâtisserie « Les Calissons de Garance »
- Kevin Abgrall : Hugo Montclar, pâtissier et chef d'atelier des « Calissons de Garance »
- Justine Thibaudat : Garance Poncelle-Montclar, fille de Stéphanie et épouse de Hugo
- Zoé Fréchet-Sarrault : Izzia, chocolatière

#### Les apparences
Un chirurgien esthétique meurt défenestré. Alors qu'il semble très attaché à l'argent, Simon Coleman et Chloé Becker découvrent que les apparences sont trompeuses car le médecin se rendait une fois par semaine en Pologne pour soigner bénévolement des enfants victimes de la guerre en Ukraine.
Victoria, la tante des enfants, prévient Simon qu'elle entame une action en justice pour lui retirer la garde de son neveu et de ses nièces.
- Serge Dupiré : Gérald Marchand
- Juliette Poissonnier : Emma Rivière
- Marlène Rabinel : Jeanne Grangé
- Nathan Dellemme : Lucas Martial
- Vincent Jouan : Mario Paoli
- Nicolas Jacques : Alex

#### Requiem pour un Don Juan
Un agent immobilier est assassiné de nuit dans une villa de luxe : Simon Coleman et Chloé Becker découvrent rapidement que l'individu utilise les villas de ses clients comme garçonnières pour recevoir ses conquêtes.
Par ailleurs, Clara prévient Simon que Violette fréquente un garçon nettement plus âgé et qu'elle rentre parfois tard le soir. Après beaucoup d'inquiétudes, il apparaît qu'elle prépare simplement un concours d'échecs.
- Mélanie Maudran : Constance
- Alexandra Holzhammer : Éléonore Garmin
- Mathéo Capelli : Édouard Garmin
- Amaya Carreté : Julie Carreges
- Randa Tani : Marine Duplat
- Régis Van Houtte : Hubert De Vries
- Cédrik Belabbas : Lionel Dasquet
- Pauline Paolini : Valérie Dasquet

#### Millésime
Le vigneron Jean Chassagne est retrouvé mort au milieu de ses vignes. Coleman et Becker suspectent un assassinat commis par un de ses proches ou par un vigneron concurrent à qui Chassagne refusait de céder ses terres. 
Tata Victoria, hébergée par Simon pendant quelques jours, lui fait comprendre qu'elle envisage de demander la garde partagée des enfants. Violette et Clara entendent ses propos et décident de lui mener la vie dure. Victoria finit par comprendre que les enfants aiment vraiment leur tonton et que celui-ci s'occupe très bien d'eux : elle renonce à son action en justice.
- Cécilia Hornus : Sylvie Mercier
- Raphaële Volkoff : Manon Chassagne
- Jonathan Cardonnel : Baptiste Meunier
- Quentin Thébault : Paul Desbois
- Adriel Sorrente : Kylian
- Renaud Bouchery : Raymond Losse
- Philippe Josserand : Jean Chassagne

#### Juste une illusion
Stella, une illusionniste réputée, meurt électrocutée durant la répétition d'un numéro à la manière de Houdini : Simon Coleman et Chloé Becker suspectent son assistant Arthur Verley et son manager Mathieu Branco, dont les autres spectacles ne marchent pas fort.
Dans le même temps, le stage de 3e année de Clara est annulé. Clara obtient de Simon qu'il lui décroche un stage au commissariat mais elle y surprend une communication entre la commissaire et la BRI de Paris qui demande le transfert de Simon. C'est la panique à la maison.
- Sandrine Vargas : Stella Vincent
- Jérémie Covillault : Mathieu Branco
- Maximilien Fussen : Arthur Verley
- Piérick Tournier : Léo Verley
- Élodie Sénigallia : Julie Poltri

## Accueil

### Audiences et diffusion

#### En Belgique

##### Saison 1
En Belgique, l'épisode pilote de la saison 1 est diffusé le 5 mai 2022 sur la Une, tandis que les deuxième et troisième épisodes sont diffusés en septembre 2023.
| Épisode              | Diffusion               | Diffusion            | Audience moyenne          | Audience moyenne | Réf.   |
| Épisode              | Jour                    | Horaire              | Nombre de téléspectateurs | Classement       | Réf.   |
| -------------------- | ----------------------- | -------------------- | ------------------------- | ---------------- | ------ |
| 1                    | Jeudi 5 mai 2022        | 20 h 30 - 22 h 00    | 299 572                   | 1er              | [ 26 ] |
| 2                    | Jeudi 14 septembre 2023 | 20 h 30 - 22 h 00    | 222 237                   | 1er              | [ 27 ] |
| 3                    | Jeudi 21 septembre 2023 | 20 h 30 - 22 h 00    | 254 138                   | 1er              | [ 28 ] |
|                      |                         |                      |                           |                  |        |
| Moyenne de la saison | Moyenne de la saison    | Moyenne de la saison | 258 649                   |                  |        |

- Les plus hauts chiffres d'audience
- Les plus bas chiffres d'audience

##### Saison 2
La saison 2 de la série est diffusée le jeudi à 20 h 35 sur la Une par salve de deux épisodes de 52 minutes du 5 au 19 septembre 2024.
| Épisode              | Diffusion               | Diffusion            | Audience moyenne          | Audience moyenne | Réf.   |
| Épisode              | Jour                    | Horaire              | Nombre de téléspectateurs | Classement       | Réf.   |
| -------------------- | ----------------------- | -------------------- | ------------------------- | ---------------- | ------ |
| 1                    | Jeudi 5 septembre 2024  | 20 h 35 - 21 h 35    | 310 826                   | 1er              | [ 30 ] |
| 2                    | Jeudi 5 septembre 2024  | 21 h 35 - 22 h 35    | 310 826                   | 1er              | [ 30 ] |
| 3                    | Jeudi 12 septembre 2024 | 20 h 35 - 21 h 35    | 329 720                   | 1er              | [ 31 ] |
| 4                    | Jeudi 12 septembre 2024 | 21 h 35 - 22 h 35    | 329 720                   | 1er              | [ 31 ] |
| 5                    | Jeudi 19 septembre 2024 | 20 h 35 - 21 h 35    | 302 743                   | 1er              | [ 32 ] |
| 6                    | Jeudi 19 septembre 2024 | 21 h 35 - 22 h 35    | 302 743                   | 1er              | [ 32 ] |
|                      |                         |                      |                           |                  |        |
| Moyenne de la saison | Moyenne de la saison    | Moyenne de la saison | 314 430                   |                  |        |

- Les plus hauts chiffres d'audience
- Les plus bas chiffres d'audience

#### En France

##### Saison 1
En France, l'épisode pilote de la saison 1 est diffusé le 15 juin 2022 sur France 2,, tandis que le deuxième épisode est diffusé le 22 septembre 2023.
| Épisode              | Diffusion                  | Diffusion            | Audience moyenne          | Audience moyenne                       | Audience moyenne         | Audience moyenne | Réf.   |
| Épisode              | Jour                       | Horaire              | Nombre de téléspectateurs | Part de marché (sur les 4 ans et plus) | Part de marché (FRDA-50) | Classement       | Réf.   |
| -------------------- | -------------------------- | -------------------- | ------------------------- | -------------------------------------- | ------------------------ | ---------------- | ------ |
| 1                    | Mercredi 15 juin 2022      | 21 h 10 - 22 h 40    | 4 340 000                 | 22,7 %                                 | 7,2 %                    | 1er              | [ 35 ] |
| 2                    | Vendredi 22 septembre 2023 | 21 h 10 - 22 h 50    | 3 490 000                 | 18,8 %                                 | 5,1 %                    | 1er              | [ 36 ] |
| 3                    | Vendredi 15 mars 2024      | 21 h 10 - 22 h 50    | 3 960 000                 | 21,2 %                                 | 4,3 %                    | 1er              | [ 37 ] |
|                      |                            |                      |                           |                                        |                          |                  |        |
| Moyenne de la saison | Moyenne de la saison       | Moyenne de la saison | 3 930 000                 | 20,9 %                                 | 5,5 %                    |                  |        |

- Les plus hauts chiffres d'audience
- Les plus bas chiffres d'audience

##### Saison 2
| Épisode            | Diffusion                  | Diffusion          | Audience moyenne          | Audience moyenne                       | Audience moyenne         | Audience moyenne | Réf.   |
| Épisode            | Jour                       | Horaire            | Nombre de téléspectateurs | Part de marché (sur les 4 ans et plus) | Part de marché (FRDA-50) | Classement       | Réf.   |
| ------------------ | -------------------------- | ------------------ | ------------------------- | -------------------------------------- | ------------------------ | ---------------- | ------ |
| 1                  | Vendredi 13 septembre 2024 | 21 h 05 - 22 h 00  | 4 280 000                 | 23,4 %                                 |                          | 1er              | [ 38 ] |
| 2                  | Vendredi 13 septembre 2024 | 22 h 00 - 22 h 50  | 3 480 000                 | 21,9 %                                 |                          | 1er              | [ 38 ] |
| 3                  | Vendredi 20 septembre 2024 | 21 h 05 - 22 h 00  | 3 840 000                 | 21,3 %                                 | 5,5 %                    | 2e               | [ 39 ] |
| 4                  | Vendredi 20 septembre 2024 | 22 h 00 - 22 h 50  | 3 310 000                 | 20,1 %                                 | 5,5 %                    | 1er              | [ 39 ] |
| 5                  | Vendredi 27 septembre 2024 | 21 h 05 - 22 h 00  | 4 020 000                 | 21 %                                   | 4,9 %                    | 1er              | [ 40 ] |
| 6                  | Vendredi 27 septembre 2024 | 22 h 00 - 22 h 50  | 3 320 000                 | 19,6 %                                 | 4,9 %                    | 1er              | [ 40 ] |
|                    |                            |                    |                           |                                        |                          |                  |        |
| Bilan de la saison | Bilan de la saison         | Bilan de la saison | 3 710 000                 | 21,2 %                                 |                          |                  | [ 41 ] |

- Les plus hauts chiffres d'audience
- Les plus bas chiffres d'audience

### Accueil critique
Pour le magazine hebdomadaire belge Télépro, « après la fin d'Alice Nevers, Jean-Michel Tinivelli hérite d'une nouvelle série taillée sur mesure pour lui. Un scénario bien ficelé. ».
David Hainaut, du magazine Moustique, est lui aussi élogieux : « Dévoilé en mai de l'année dernière, l'épisode-test de cette nouvelle série franco-belge – dont l'action se situe à Aix-en-Provence – a dépassé toutes les attentes au niveau des audiences, aussi bien chez nous qu'en France. Le temps pour ses créateurs de se remettre de cette éclatante réussite, de concevoir de nouveaux épisodes et voilà donc que ressurgit le policier incarné par l'ex-commandant Marquand de la série Alice Nevers. Un précédent rôle que Tinivelli a tenu pendant quinze ans, dont il cherche évidemment à se démarquer ici. Outre ses cadres de travail et de vie distincts, ce Coleman, plus jovial, est par ailleurs un oncle de substitution […] Entre polar et comédie familiale, l'ensemble, bien rythmé, se laisse agréablement suivre, le décor n'y étant pas étranger ».
Pour l'hebdomadaire Télé Star, cette série est « un cocktail frais de cool attitude et de saga familiale à la sauce policière ».
Le magazine Télé 7 jours estime que l'on a plaisir à retrouver « ce célibataire endurci qui jongle tant bien que mal, avec humour et légèreté, entre son boulot de flic, sa vie amoureuse chaotique et ses 3 neveux dont il a la garde ».
De son côté, l'hebdomadaire Télécâble Sat Hebdo estime que « cette sympathique série policière se distingue davantage par le charisme de son interprète principal que par l'originalité et l'intérêt de ses intrigues ».
Pour Télé-Loisirs, « Portée par un Jean-Michel Tinivelli en grande forme – enfin mis en lumière pour ses prédispositions pour la comédie – la série mêle vie privée et enquête policière avec un bel équilibre, laissant passer quelques parenthèses de tendresse venant consolider un réel sentiment d'empathie avec les personnages. Le ton est juste, le rythme enlevé et les échanges avec les enfants l'emportent rapidement par leur naturel et leur spontanéité ».
Thomas Fourcroy du site TV Grandes chaînes souligne le fait que « Volontairement feel good, animée d'une belle énergie bouleversant les codes de la série policière, Simon Coleman profite également de la bonhommie du sud pour infuser son style ».